# Liste der Kulturdenkmale in Lägerdorf
In der Liste der Kulturdenkmale in Lägerdorf sind alle Kulturdenkmale der schleswig-holsteinischen Gemeinde Lägerdorf (Kreis Steinburg) aufgelistet (Stand: 10. März 2025).

## Legende
In den Spalten befinden sich folgende Informationen:
- Objekt-ID: die Nummer des Kulturdenkmales
- Lage: die Adresse des Kulturdenkmales und die geographischen Koordinaten. Kartenansicht, um Koordinaten zu setzen. In der Kartenansicht sind Kulturdenkmale ohne Koordinaten mit einem roten Marker dargestellt und können in der Karte gesetzt werden. Kulturdenkmale ohne Bild sind mit einem blauen Marker gekennzeichnet, Kulturdenkmale mit Bild mit einem grünen Marker.
- Offizielle Bezeichnung: Bezeichnung des Kulturdenkmales
- Beschreibung: die Beschreibung des Kulturdenkmales
- Bild: ein Bild des Kulturdenkmales

## Bauliche Anlagen
| Objekt-ID      | Lage                                                  | Offizielle Bezeichnung                                  | Beschreibung | Bild            |
| -------------- | ----------------------------------------------------- | ------------------------------------------------------- | --- | --------------- |
| 30082 Wikidata | Breitenburger Straße 23 (53° 53′ 18″ N, 9° 34′ 37″ O) | Ehemaliges Rathaus                                      | ehem. Rathaus; 1896; ein- bis zweigeschossiger historistischer Backsteinbau, schiefergedecktes Satteldach mit Freigespärre Begründung: geschichtlich, städtebaulich Schutzumfang: gesamtes Objekt Denkmaltyp: Bauliche Anlage | Fotos hochladen |
| 5183 Wikidata  | Dorfstraße 11 (53° 53′ 2″ N, 9° 34′ 39″ O)            | Alsenhof: Pferdestall                                   | Alteintragung (Aktualisierung vorgesehen) - Begründung: Alteintragung (Aktualisierung vorgesehen) - Schutzumfang: Alteintragung (Aktualisierung vorgesehen) - Denkmaltyp: Bauliche Anlage                                     | BW              |
| 22057 Wikidata | Dorfstraße 11–15 (53° 53′ 0″ N, 9° 34′ 36″ O)         | Alsenhof: Vorplatz                                      | Alteintragung (Aktualisierung vorgesehen) - Begründung: Alteintragung (Aktualisierung vorgesehen) - Schutzumfang: Alteintragung (Aktualisierung vorgesehen) - Denkmaltyp: Bauliche Anlage                                     | BW              |
| 9785 Wikidata  | Dorfstraße 13 (53° 53′ 1″ N, 9° 34′ 39″ O)            | Alsenhof: Kuhhaus                                       | Alteintragung (Aktualisierung vorgesehen) - Begründung: Alteintragung (Aktualisierung vorgesehen) - Schutzumfang: Alteintragung (Aktualisierung vorgesehen) - Denkmaltyp: Bauliche Anlage                                     | BW              |
| 9786 Wikidata  | Dorfstraße 15 (53° 52′ 59″ N, 9° 34′ 35″ O)           | Alsenhof: Wohnhaus                                      | Alteintragung (Aktualisierung vorgesehen) - Begründung: Alteintragung (Aktualisierung vorgesehen) - Schutzumfang: Alteintragung (Aktualisierung vorgesehen) - Denkmaltyp: Bauliche Anlage                                     | BW              |
| 13538 Wikidata | Dorfstraße 20 (53° 53′ 1″ N, 9° 34′ 33″ O)            | Feuerwache Lägerdorf (ehemaliges „Hermann-Göring-Heim“) | Alteintragung (Aktualisierung vorgesehen) - Begründung: geschichtlich - Schutzumfang: gesamtes Objekt - Denkmaltyp: Bauliche Anlage                                                                                           | Fotos hochladen |
| 9091 Wikidata  | Stiftstraße 21 (53° 53′ 28″ N, 9° 34′ 14″ O)          | Lutherkirche mit Ausstattung                            | Alteintragung (Aktualisierung vorgesehen) - Begründung: geschichtlich, künstlerisch, städtebaulich - Schutzumfang: Alteintragung (Aktualisierung vorgesehen) - Denkmaltyp: Bauliche Anlage                                    | Fotos hochladen |

## Quelle
- Liste der Kulturdenkmale in Schleswig-Holstein – Kreis Steinburg

- Karte mit allen Koordinaten:
- OSM |
- WikiMap